# Ивановка (Петриковский район)
Ива́новка (укр. Іванівка; с 1934 по 1993 г. — Колгосповка) — село, Ивановский сельский совет, Петриковский район, Днепропетровская область, Украина.
Код КОАТУУ — 1223781401. Население по переписи 2001 года составляло 1957 человек.
Является административным центром Ивановского сельского совета, в который, кроме того, входят сёла
Гречаное,
Клешнёвка,
Кулеши,
Радостное и ликвидированное село
Кваки.

## Географическое положение
Село Ивановка находится на левом берегу реки Орель в месте впадения в неё реки Чаплинка,
выше по течению примыкает село Гречаное,
ниже по течению примыкает пгт Петриковка,
на противоположном берегу реки Чаплинка — село Клешнёвка.
На территории села находилось несколько прудов.
Рядом проходит автомобильная дорога Т-0441 (Р-52).

## История
- Вблизи села обнаружено поселение эпохи бронзы.
- Село Ивановка возникло во второй половине XVIII века.
- В 1934 году село переименовали в Колгосповка.
- В 1992 году селу вернули историческое название Ивановка[2].
- По данных 2009 года население села 2073 человека.

## Экономика
- Кооператив «Ивановский».

## Объекты социальной сферы
- Школа.
- Детский сад.
- Клуб.
- Фельдшерско-акушерский пункт.